# Fred Below

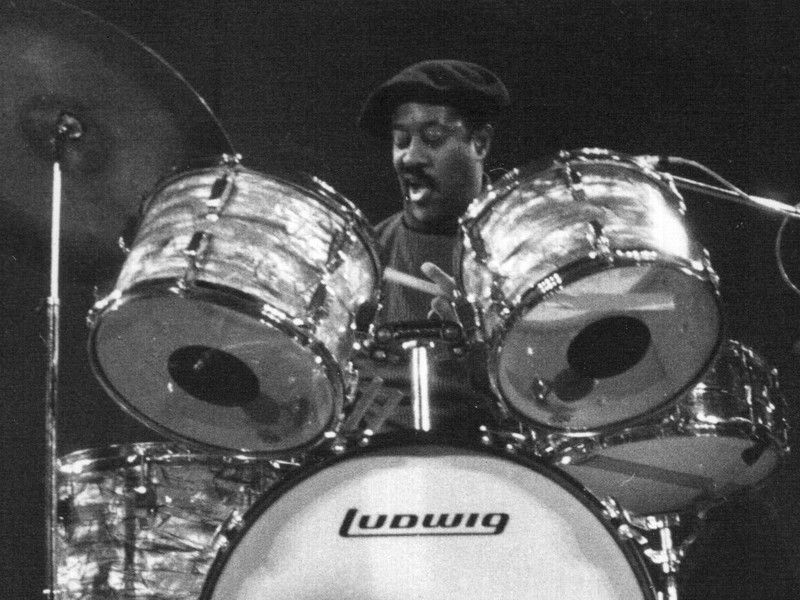
Fred Below im Jahr 1975

Fred Below (* 16. September 1926, Chicago, Illinois; † 14. August 1988, Chicago, Illinois) war ein US-amerikanischer Bluesmusiker, der Schlagzeug spielte. Bekannt ist er für seine Arbeit als Sessionmusiker bei Chess Records und als Drummer der Band von Little Walter in den 1950er-Jahren.

## Leben
Mit dem Schlagzeugspiel begann er als Jazzdrummer in der High School, nachdem er zur Armee eingezogen wurde, spielte er in der 427th Army Band, wo er mit Lester Young auftrat. 1951 wurde er aus der Armee entlassen und vom damaligen Schlagzeuger der Muddy Waters Band an die Aces empfohlen, die dringend einen Schlagzeuger suchten. Die Aces waren Junior Wells (Mundharmonika und Gesang) und die Brüder Louis und Dave Myers. Kurz darauf verließ Little Walter die Muddy Waters Band und Junior Wells übernahm seine Stelle, während die Aces mit Below und den Brüdern Myers Walters Band wurden. Später wurden sie in The Jukes umbenannt. Ihre Auffassung von Musik passte so gut zusammen, dass sie die heißeste Band Chicagos wurden und ein großer Teil des Erfolges ist auf das raffinierte und elegante Spiel Belows zurückzuführen. Auf beinahe allen Hits Little Walters war er zu hören.
1955 verließ er Walters Liveband und konzentrierte sich auf die Arbeit als Sessionmusiker bei Chess Records. Er ist auf Aufnahmen von Muddy Waters, Willie Dixon, Chuck Berry (so auf der Hitsingle School Days), Otis Rush, Elmore James, Junior Wells, Buddy Guy, Dinah Washington, The Platters, The Moonglows, The Drifters, Bo Diddley, John Lee Hooker, Howlin’ Wolf und vielen mehr zu hören.
In den 1970er-Jahren taten sich Below und die Myers-Brüder wieder zusammen und gingen auf Tournee in Europa, am Ende trennten sie sich aber wieder und gingen eigene Wege.
Fred Below starb 1988 in Chicago an Krebs.
Der Rolling Stone listete Below 2016 auf Rang 35 der 100 größten Schlagzeuger aller Zeiten.

## Gastauftritte (Auswahl)
| - 1956 Rock, Rock, Rock Original Soundtrack - 1957 After School Session [Expanded] Chuck Berry - 1957 Blow the Back off It Billy Boy Arnold - 1959 Blowin' the Blues [World Pacific] Various Artists - 1959 Chuck Berry Is on Top Chuck Berry - 1959 Down and Out Blues Sonny Boy Williamson II | - 1960 Rockin' at the Hops Chuck Berry - 1962 Rockin' Chair Album Howlin' Wolf - 1964 Little Walter Little Walter - 1964 St. Louis to Liverpool Chuck Berry - 1965 Big Mama Thornton in Europe Big Mama Thornton - 1965 Blues, Vol. 3 [Chess/MCA] Various Artists - 1965 Five Long Years Eddie Boyd - 1965 Real Folk Blues Sonny Boy Williamson - 1966 Chicago/The Blues/Today!, Vol. 1 Various Artists - 1966 It's My Life, Baby! Junior Wells - 1966 Otis Spann's Chicago Blues Otis Spann - 1967 More Real Folk Blues Howlin' Wolf - 1967 More Real Folk Blues Sonny Boy Williamson II - 1967 Stand Back! Here Comes Charley Musselwhite's Southsid Charlie Musselwhite's Southside Band - 1968 Ball n' Chain Big Mama Thornton - 1968 Man and the Blues Buddy Guy - 1968 One Way Out Sonny Boy Williamson II - 1969 Bummer Road Sonny Boy Williamson II - 1969 Chicago Bues Star Charlie Musselwhite - 1969 Hate to See You Go Little Walter - 1969 Johnny Shines with Big Walter Horton Johnny Shines With Big Walter Horton - 1969 Koko Taylor Koko Taylor - 1969 Whose Muddy Shoes Elmore James/John Brim | - 1970 Crusade J. B. Lenoir - 1970 Goin' Back Home Howlin' Wolf - 1970 Steady Rollin' Man Robert Lockwood, Jr. - 1971 In the Beginning (1958/64) Buddy Guy - 1971 Thunderbird Little Walter - 1972 Live and Cookin' at Alice's Revisited Howlin' Wolf - 1972 This Is My Story Sonny Boy Williamson II - 1973 Best of Chicago Blues [Vanguard LP] Various Artists - 1973 Feel Like Blowing My Horn [Bonustracks] Roosevelt Sykes - 1973 Feel Like Blowing My Horn Roosevelt Sykes - 1973 I Believe in Music Louis Jordan - 1973 Plays Ragtime Blues Sunnyland Slim - 1973 South Side Lady Koko Taylor - 1974 Blues in Me Mickey Baker - 1974 Funky from Chicago Johnny Littlejohn - 1975 Lonesome in My Bedroom Luther „Georgia Boy Snake“ Johnson - 1975 My Guitar & Me Hubert Sumlin - 1975 Shake That Thing Willie Mabon - 1975 Sweet Home Chicago Lonnie Brooks - 1976 Bluemasters Jimmy Rogers - 1976 Living the Blues Jimmy Rogers - 1976 Vacation from the Blues Eddie Boyd - 1977 Blues Hit Big Town Junior Wells - 1977 Chess Blues Masters Muddy Waters - 1977 What It Takes: The Chess Years Koko Taylor - 1978 Highway Is My Home Magic Slim & The Teardrops - 1978 Mojo Boogie Big Mojo Elem - 1979 Don't Make a Mistake Sonny Boy Williamson II - 1979 Got to Use Your Head Buddy Guy | - 1980 Groaning the Blues Otis Rush - 1980 Other Takes 1956/58 [1 Side] Otis Rush - 1980 What's the Secret of Your Success? The Coasters - 1981 Stone Crazy! Buddy Guy - 1982 Great Twenty-Eight Chuck Berry - 1982 Quarter to Twelve Little Walter - 1983 Original Blues Brothers Live Buddy Guy & Junior Wells - 1984 Muddy Waters on Chess 1951-1959, Vol. 2 Muddy Waters - 1984 Rare & Unissued Muddy Waters - 1986 Boss Blues Harmonica Little Walter - 1986 Howlin' Wolf/Moanin' in the Moonlight Howlin' Wolf - 1986 Rock 'n' Roll Rarities Chuck Berry - 1987 Best of Chess Rock & Roll, Vol. 1 Various Artists - 1987 Blues, Vol. 2 [Chess/MCA] Various Artists - 1987 Harmonica Blues Kings Big Walter/Alfred Harris - 1987 Raining in My Heart Roosevelt Sykes - 1988 Best of Little Walter [Chess] Little Walter |